# Veliki Rigelj
Veliki Rigelj este o localitate din comuna Dolenjske Toplice, Slovenia, cu o populație de 25 de locuitori.